# Kenneth Arthur Noel Anderson
Kenneth Arthur Noel Anderson (Chennai, 25 december 1891 – Gibraltar, 29 april 1959) was een Britse legerofficier tijdens de Eerste Wereldoorlog en de Tweede Wereldoorlog.

## Eerste jaren en Eerste Wereldoorlog
Anderson werd geboren in India en studeerde aan de Charterhouse School en de Royal Military Academy Sandhurst en werd daarna in september 1911 als tweede luitenant toegevoegd aan de Seaforth Highlanders. Hij diende tijdens de Eerste Wereldoorlog in Frankrijk. Hij werd onderscheiden met het Military Cross voor moed tijdens het gevecht en raakte gewond tijdens de Slag aan de Somme.
Het kostte Anderson achttien maanden om te revalideren van de opgelopen verwondingen en hij werd daarna toegevoegd aan zijn regiment dat nu in Palestina was gelegerd. Hij werd in mei 1918 benoemd tot uitvoerend majoor en in juli 1919 werd hij benoemd tot kapitein. 
In 1918 trouwde Anderson met Kathleen Gamble.

## Interbellum
Van 1920 tot 1924 diende Anderson als adjudant bij de Scottish Horse en werd tijdens die periode definitief gepromoveerd tot majoor. Hij nam deel aan een cursus op de Command and Staff College in Quetta, maar deed het niet goed. Anderson slaagde toch in 1928 aan de Staff College in Camberley en werd benoemd in een staffunctie bij de 50e (Northumbrian) Infanteriedivisie. In 1930 werd hij bevorderd tot luitenant-kolonel en kreeg het bevel over het tweede bataljon van de Seaforth in de Noordwestelijke Grensprovincie, in augustus 1934 kreeg hij het bevel over de 152e (Seaforth and Cameron) Infanteriebrigade. In maart 1936 werd hij benoemd in een staffunctie in India en in januari 1938 werd hij benoemd tot brigadier een kreeg hij het bevel over de 11e Brigade.

## Tweede Wereldoorlog
Anderson maakte als bevelhebber van de 11th Brigade deel van de British Expeditionary Force. Toen Montgomery het bevel kreeg over de 2e Legerkorps kreeg Anderson het bevel over Montgomery’s 3e Infanteriedivisie.
Na de terugkeer in Groot-Brittannië werd Anderson bevorderd tot generaal-majoor en onderscheiden met de benoeming tot Lid in de Orde van het Bad. Hij kreeg het bevel over de 1e Divisie die tot taak had de kusten van Lincolnshire te verdedigen en in 1941 werd hij bevorderd tot luitenant-generaal. Anderson kreeg het na zijn promotie eerst het bevel over het 8e Legerkorps  en daarna over het 2e Legerkorps en werd tot slot in 1942 benoemd tot General Officers Commanding-in-Chief van de Eastern Command.
Tijdens Operatie Toorts in november 1942 kreeg Anderson het bevel over de Eerste Leger. De troepenmacht van Anderson rukte Tunesië via Algerije binnen en probeerde eind 1942 Tunis te veroveren voordat de asmogendheden een tegenaanval konden doen. De aanval mislukte omdat zijn troepen voor Tunis werden teruggedrongen.
Aan het einde van januari 1943 werd het Franse 19e Legerkorps aan Andersons Eerste Leger toegevoegd en hij kreeg ook het bevel over de Amerikaanse 2e Legerkorps onder generaal Lloyd Fredendall. Andersons eenheid vocht mee tijdens de Slag om Kasserinepas. In februari 1943 tijdens de vorming van de 18e Legergroep wilde Harold Alexander  Anderson vervangen laten vervangen door Oliver Leese, maar Montgomery was niet bereid om Anderson te ontslaan. Anderson wist zijn post te behouden en werkte mee aan de laatste stappen van de operatie die eindigde in de capitulatie van de eenheden van de asmogendheden in Tunesië.  In juli 1943 werd hij definitief benoemd tot luitenant-generaal en in augustus 1943 werd Anderson onderscheiden met de bevordering tot Ridder Commandeur in de Orde van het Bad.
Anderson was op 18 juni 1943 de eerste ontvanger van de Amerikaanse Legioen van Verdienste in de rang van Chief Commander voor zijn verdiensten als commandant van de First Army in Noord-Afrika. 
Na zijn terugkeer in Groot-Brittannië kreeg hij aanvankelijk het bevel over het Tweede Leger tijdens de voorbereidingen voor D-Day, maar vanwege kritiek op Alexander en Montgomery werd hij in januari 1944 vervangen door Miles Dempsey. Anderson werd benoemd tot General Officers Commanding-in-Chief van Eastern Command, wat Anderson als degradatie beschouwde. Zijn carrière als veldcommandant was voorbij en zijn laatste militaire benoeming was in 1945 tot General Officers Commanding-in-Chief van de East Africa Command.

## Na de Tweede Wereldoorlog
Na de oorlog werd Anderson opperbevelhebber en gouverneur van Gibraltar, waar een van zijn voornaamste verdiensten de bouw van nieuwe huizen was om verlost te zijn van de slechte huisvesting omstandigheden. Een andere verdienste was de oprichting van een Wetgevende Raad. In juli 1949 werd hij bevorderd tot generaal en in juni 1952 ging hij met pensioen. Bij zijn pensionering werd hij onderscheiden met de benoeming tot Ridder in de Britse Orde van Sint-Jan en woonde na zijn pensioen in het zuiden van Frankrijk. Anderson stierf in 1959 in Gibraltar aan een longontsteking.

## Militaire loopbaan
- Lieutenant: september 1911
- Captain: juli 1919
- Major:
- Lieutenant-Colonel: 2 juni 1930[2]
- Colonel: 1 januari 1933[2]
- Brigadier: 14 januari 1938[2]
- Major-General: 26. juni 1938[2]
- Lieutenant-General: 22 januari 1943[2]
- General: 27 juni 1949[2]

## Decoraties
- Lid in de Orde van het Bad op 11 juli 1940
  - Ridder Commandeur in de Orde van het Bad op 5 augustus 1943
- Military Cross op 22 september 1916
- Grootofficier in het Legioen van Verdienste (Verenigde Staten) op 10 augustus 1943
- Commandeur in het Legioen van Eer
- Oorlogskruis
  - Palm
- Grootlint in de Orde van Sharifian Alawaidis
- Ridder Grootkruis in de Orde van de Ster van Ethiopië op 14 oktober 1949
- Grootkruis in de Orde van de Glorie (Tunesië)
- Ridder in de Orde van Sint-Jan (Verenigd Koninkrijk) op 4 januari 1952
- Hij werd tweemaal genoemd in de Dagorders. Dat gebeurde op:
  - 6 mei 1932
  - 26 juli 1940